# Церковь на Руби-роуд
«Церковь на Руби-роуд» (англ. The Church on Ruby Road) — рождественский специальный эпизод 2023 года британского научно-фантастического телесериала «Доктор Кто». Премьера состоялась 25 декабря 2023 года до выхода 14-го сезона на телеканале BBC One в Великобритании и на стриминговом сервисе Disney+ в остальном мире. Это первый рождественский спецвыпуск сериала с серии «Дважды во времени» (2017), после которой вместо этого стали выходить новогодние спецвыпуски.
Сценарий к данному эпизоду написал главный сценарист и исполнительный продюсер Расселл Ти Дейвис, режиссёр эпизода — Марк Тондерай. Это первая полная серия с Шути Гатвой в главной роли Пятнадцатого Доктора. В роли новой спутницы Руби Сандей впервые представлена Милли Гибсон.

## Сюжет
Руби Сандей, которую вырастила приёмная мать Карла и бабушка Черри, посещает телепередачу с Давиной Макколл, чтобы найти своих биологических родителей. Саму Руби младенцем оставила женщина в рождественскую ночь ровно 19 лет назад у церкви на Руби-роуд, откуда девочка и получила имя. После интервью Руби и Давина испытывают сплошной ряд неудач, которые вызваны гоблинами. Пятнадцатый Доктор подмечает это и начинает расследование.
Карла регулярно принимает одиноких младенцев для временного ухода за ними, и фотографии всех 33 детей висят на её холодильнике. Она рассказывает семье, что им дали на Рождество ухаживать за очередным младенцем по имени Лулубелль. Карла уходит из дома, оставляя Руби с ребёнком, но Лулубелль похищают гоблины, и Руби устремляется за ними на крышу и дальше на лестнице в воздухе. К ней присоединяется Доктор, и с помощью умных перчаток, которые могут выдерживать вес тела, забираются на летающий корабль гоблинов. Доктор объясняет Руби, что эти существа питаются удачей и совпадениями. Во время музыкального номера гоблины хотят скормить Лулубелль Королю гоблинов, но Доктор и Руби спасают её и покидают корабль, возвращаясь в квартиру семьи Руби.
Из-за совпадений в историях Руби и Доктора, так как они оба сироты, гоблины умудряются похитить из прошлого маленькую Руби, оставленную у церкви. Доктор видит, как Карла изменилась и стала холодной женщиной, которая теперь до этого ухаживала только за несколькими детьми и беспокоится только о деньгах. Осознавая, что произошло, Доктор отправляется на ТАРДИС назад во времени. Увидев гоблинов с маленькой Руби, Доктор с помощью умных перчаток тянет корабль вниз и сажает на шпиль церкви, убивая Короля гоблинов. Корабль исчезает. Доктор исправляет ход событий, оставляя Руби на пороге церкви. Доктор видит уходяющую вдаль женщину, предположительно родную мать Руби, но решает не идти вслед за ней и улетает на ТАРДИС обратно в настоящее время.
Доктор рассказывает вновь появившейся взрослой Руби, что произошло, и мигом отправился на ТАРДИС, чтобы спасти Давину Макколл от падающей рождественской ёлки. Вернувшись, Доктор задумывается, не является ли он вестником неудач. Руби понимает, что Доктор — путешественник во времени, и впервые заходит в ТАРДИС вслед за Доктором.
В сцене посреди заключительных титров соседка Руби миссис Флад раскрывает свои знания о ТАРДИС.

## Производство

### Разработка
В ноябре 2022 года в журнале «Doctor Who Magazine» главный сценарист и шоураннер сериала Расселл Ти Дейвис рассказал, что написал сценарий ещё одного спецвыпуска помимо трёх, посвящённых 60-летию сериала. 5 ноября 2023 года сервис Disney+ в своём пресс-релизе объявил название рождественского эпизода и дату выхода.
Неназванная в серии телепередача с участием Руби была вдохновлена телепрограммой «Давно потерянная семья» (англ. Long Lost Family), которую также вела Давина Макколл. Производственная команда этой программы помогала в работе над спецвыпуском.

### Актёрский состав
8 мая 2022 года Шути Гатва был объявлен следующим Доктором после Джоди Уиттакер. Позднее было заявлено, что Гатва сыграет Пятнадцатого Доктора, а роль Четырнадцатого Доктора в спецвыпусках 2023 года к 60-летию сериала исполнит Дэвид Теннант, ранее игравший Десятого Доктора. Прослушивания на роль спутницы проходили 24 сентября 2022 года. Во время благотворительной программы «Дети в нужде» 18 ноября 2022 года Милли Гибсон была объявлена актрисой, которая сыграет спутницу Руби Сандей.
30 ноября 2023 года стало известно, что Давина Макколл появится в серии в роли самой себя, а Мишель Гринидж, Анджела Уинтер и Анита Добсон сыграют Карлу (мать Руби), Черри (бабушку Руби) и миссис Флад. Неупомянутая в титрах серии Сьюзан Твист появилась в роли хеклера на концерте музыкальной группы Руби. Ранее Твист была в серии «Дикая синяя даль» (2023) в роли миссис Меридью, и её повторное участие вызвало теории о её персонаже и возможном появлении в последующих сериях.

### Съёмки

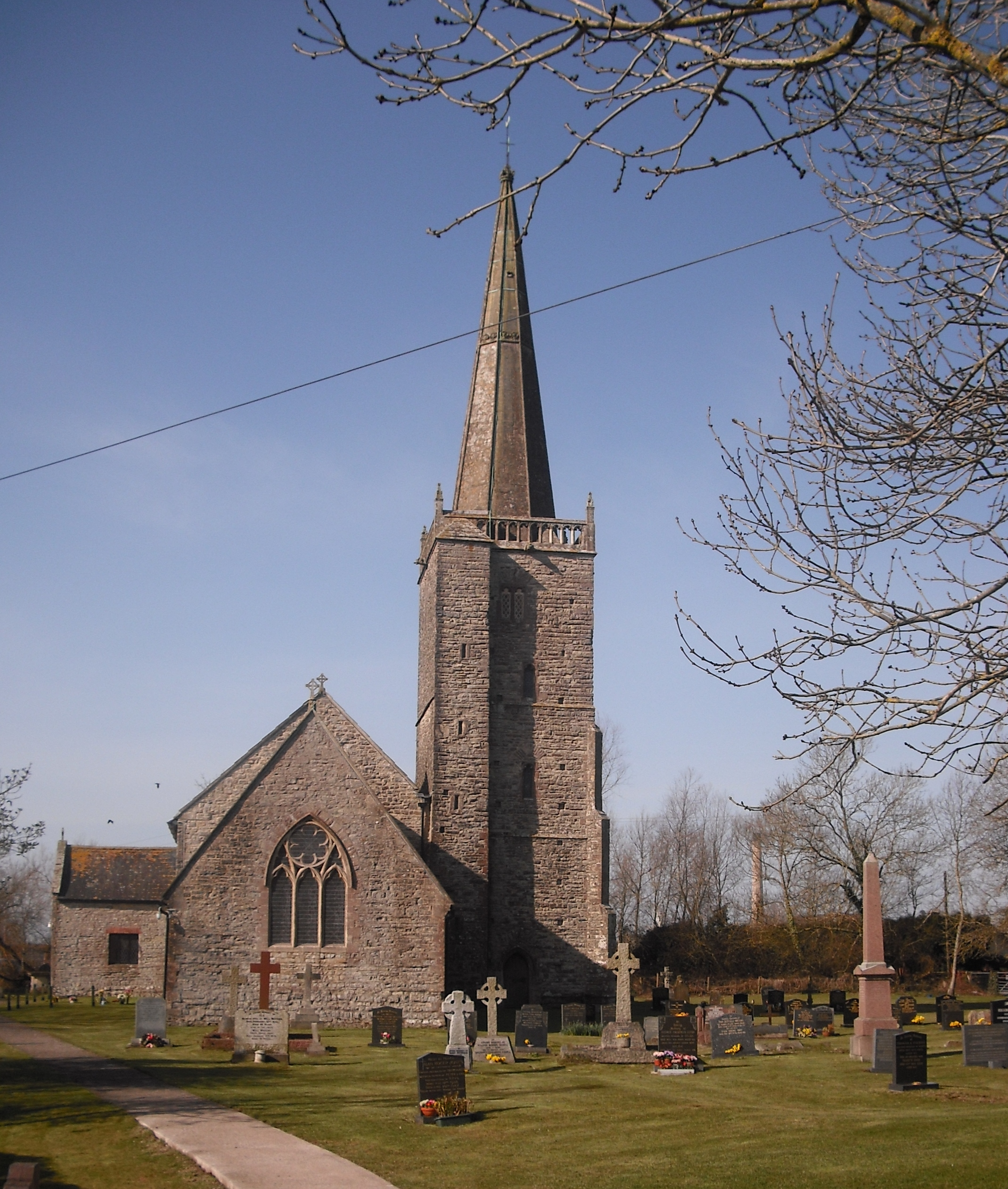
Церковь Святой Марии в деревне Нэш стала местом съёмок эпизода.

Второй съёмочный блок 14-го сезона, включающий рождественский спецвыпуск 2023 года, был снят режиссёром Марком Тондераем. Ранее он был режиссёром эпизодов «Призрачный памятник» и «Роза» 11-го сезона (2018). Спецвыпуск был снят после съёмок эпизодов «73 ярда» и «Точка и пузырь».
Съёмки на корабле гоблинов проходили 20 февраля 2023 года. В качестве массовки гоблинов участвовало только около 12—15 актёров. Для управления королём гоблинов во время съёмок требовалось пять человек. Сцены рядом с церковью сняты 14 и 15 февраля у церкви Святой Марии в деревне Нэш рядом с городом Ньюпорт. Шпиль церкви был воссоздан в съёмочной студии Wolf Studios Wales. «Песня гоблинов» снималась на хромакее 3 марта 2023 года.
Сцена в начале серии, с Доктором, спасающим Руби от большого макета снеговика и общающимся после этого с полицейским, была снята последней, после завершения съёмок остальной части серии. Рекомендация о добавлении сцены с Доктором в начале серии, которая в остальном фокусируется на истории Руби, была дана компанией Disney, и Расселл Ти Дейвис согласился с аргументацией.

## Показ и критика
| Агрегированные оценки            | Агрегированные оценки |
| Источник                         | Рейтинг               |
| -------------------------------- | --------------------- |
| Rotten Tomatoes (Tomatometer)    | 100 %                 |
| Rotten Tomatoes (средняя оценка) | 8,1/10                |
| Оценки критиков                  |                       |
| Источник                         | Рейтинг               |
| Empire                           | [ 19 ]                |
| Evening Standard                 | [ 20 ]                |
| i                                | [ 21 ]                |
| Metro                            | [ 22 ]                |
| The Guardian                     | [ 23 ]                |
| The Independent                  | [ 24 ]                |
| The Telegraph                    | ·                     |
| The Times                        | [ 27 ]                |

### Показ
Премьера серии состоялась 25 декабря 2023 года. Это первый спецвыпуск, вышедший на Рождество, с серии «Дважды во времени» (2017), когда рождественские спецвыпуски были заменены на новогодние.

### Рейтинги
Серия привлекла за вечер 4,73 миллионов телезрителей Великобритании и заняла 3-е место за этот день на британском телевидении после рождественского обращения короля Карла III и рождественского спецвыпуска «Strictly Come Dancing». Спустя неделю консолидированный рейтинг составил 7,49 миллионов зрителей, и эпизод занял 3-е место среди телевыпусков недели после трансляции новогоднего фейерверка в Лондоне на BBC One и рождественского спецвыпуска сериала «Вызовите акушерку». Серия получила индекс оценки зрителей 82 из 100.

### Критика
На сайте-агрегаторе рецензий Rotten Tomatoes 100 % из 28 критиков дали положительные отзывы со средней оценкой 8,1 из 10. Консенсус критиков на сайте гласит: «Праздничное приключение с радушным приливом энергии „Церковь на Руби-роуд“ знаменует весёлое начало пребывания Шути Гатвы в роли Доктора».

## Новеллизация
В рамках цикла книг Target Collection вышло издание новеллизации эпизода под авторством Эсми Дзикиэми-Пирсон. Книга появилась в продаже 25 января 2024 года.

## DVD и Blu-ray
Эпизод вышел на DVD и Blu-ray 12 февраля 2024 года. Эпизод также был включён в релизы 14-го сезона на DVD м=и Blu-ray, которые стали доступны 12 августа.